# Terreur aveugle
Pour plus de détails, voir Fiche technique et Distribution.
Terreur aveugle (See No Evil) est un thriller britannique réalisé par Richard Fleischer, sorti en 1971.

## Synopsis
Après avoir été rendue aveugle dans un accident d'équitation, Sarah est hébergée dans la grande maison de son oncle. En sortant avec son petit ami Steve, elle échappe au sort de ses proches (l'oncle, la tante, la cousine)  assassinés chez eux par un tueur mystérieux. Sarah rentre de son rendez-vous et passe la nuit dans la maison, ignorant que trois cadavres y sont éparpillés.
Le matin, elle découvre finalement les corps, puis le jardinier mourant, qui lui indique avant de succomber la présence au sol d'une gourmette. Elle la ramasse sans se douter qu'elle est gravée du prénom du tueur. Ce dernier revient, à la recherche de sa gourmette et découvre Sarah, qui parvient à fuir à cheval. Mais une branche basse la désarçonne. Après avoir erré au hasard, Sarah rencontre une famille de gitans et leur montre le bracelet avec le prénom « Jacko » inscrit. L'un des gitans, Tom, conclut que son frère Jack doit être responsable. Dans un effort pour sauver Jack, Tom prétend emmener Sarah à la police mais l'enferme dans une cabane isolée. Pendant ce temps Steve, voyant revenir le cheval sans sa cavalière, s'inquiète, pénètre dans la maison, découvre les cadavres et pendant que ses employés préviennent la police, part à la recherche de Sarah. Il se rend immédiatement au camp des gitans, mais ces derniers parviennent à prouver qu'ils ne sont pour rien dans les meurtres commis dans la maison.
Sarah s'échappe finalement du hangar, erre dans un terrain boueux, mais parvint à faire assez de bruit pour que Steve, parti à sa recherche, la retrouve. De retour à la maison, et après avoir reçu des soins, Sarah prend un bain, le tueur la surprend et tente de la noyer mais Steve revient juste à temps pour la sauver.

## Fiche technique
- Titre français : Terreur aveugle
- Titre original britannique : See No Evil ou Blind Terror
- Réalisation : Richard Fleischer
- Scénario : Brian Clemens
- Photographie : Gerry Fisher
- Montage : Thelma Connell
- Musique : Elmer Bernstein
- Décors : John Hoesli
- Costumes : Evelyn Gibbs
- Producteurs : Leslie Linder, Martin Ransohoff et Basil Appleby
- Sociétés de production : Columbia Pictures Corporation, Filmways et Genesis Productions Ltd. (coproductions)
- Sociétés de distribution : Columbia Pictures
- Pays d'origine : Royaume-Uni
- Langue : Anglais
- Format : Couleurs (Eastmancolor) — 35 mm — 1,85:1 — Son : Mono
- Genre : thriller
- Durée : 89 minutes
- Date de sortie : 
  - États-Unis : 2 septembre 1971
  - Royaume-Uni : 16 septembre 1971
  - France : 26 novembre 1971
- Classification :
  - France : Interdit aux moins de 12 ans

## Distribution
- Mia Farrow (VF : Anne Jolivet) : Sarah
- Norman Eshley (en) : Steve Reding, le fiancé de Sarah
- Robin Bailey (en) (VF : Claude Dasset) : George Rexton, l'oncle de Sarah
- Dorothy Alison (VF : Nadine Alari) : Betty Rexton, la tante de Sarah
- Diane Grayson (en) (VF : Sylviane Margollé) : Sandy Rexton, la cousine de Sarah
- Brian Rawlinson (en) (VF : Claude Bertrand) : Barker, employé des Rexton
- Christopher Matthews : Frost, employé de Steve
- Paul Nicholas (en) : Jacko, employé de Steve
- Michael Elphick (en) (VF : Serge Sauvion) : le bohémien Tom
- Barrie Houghton : le bohémien Jack
- Lila Kaye (VF : Paula Dehelly) : la bohémienne, mère de Tom et Jack
- Donald Bisset (VF : Louis Arbessier) : le docteur

## À noter
- Le film a été tourné dans le Berkshire à l'automne 1970.
- Le village aperçu dans le film est Wokingham dans le Berkshire.
- Lors d'une des premières séquences, le tueur regarde un film sur un écran de télévision à la devanture d'un commerce. Ce film est Le Jardin des tortures réalisé en 1967 par Freddie Francis.
- Dans Duel de Steven Spielberg, sorti deux mois plus tard, le camionneur qui poursuit David Mann est un homme mystérieux dont le visage n'apparaît jamais à l'écran. Il porte également des santiags comme le tueur dans Terreur aveugle[1].